# Grunow-Dammendorf
Grunow-Dammendorf ist eine amtsangehörige Gemeinde im Landkreis Oder-Spree in Brandenburg. Sie gehört dem Amt Schlaubetal an, das seinen Verwaltungssitz in der Stadt Müllrose hat.

## Geographie
Die Gemeinde liegt im Schlaubetal im Osten Brandenburgs im Städtedreieck Eisenhüttenstadt – Friedland – Müllrose. Die beiden Gemeindeteile liegen im Norden des in Nord-Süd-Richtung gestreckten Gemeindegebiets, den südlichen Teil nimmt der Naturpark Schlaubetal ein.
Angrenzende Gemeinden sind Mixdorf im Norden, Siehdichum im Nordosten, Schlaubetal im Osten, Neuzelle im Südosten und die Städte Friedland und Beeskow im Westen und Nordwesten. Im äußersten Süden hat die Gemeinde eine kurze Grenze mit Schenkendöbern, Landkreis Spree-Neiße.

## Gemeindegliederung
Die Gemeinde besteht laut ihrer Hauptsatzung aus folgenden Gemeindeteilen:
- Dammendorf
- Grunow

Hinzu kommen die Wohnplätze Forsthaus Wirchensee und Walkemühle.

## Geschichte
Die urkundlichen Ersterwähnungen datieren für Grunow auf den 15. Juli 1387 und für Dammendorf auf das Jahr 1486.
Grunow und Dammendorf gehörten seit 1817 zum Kreis Lübben (Spreewald) in der Provinz Brandenburg. Beide wurden 1952 in den Kreis Eisenhüttenstadt-Land im DDR-Bezirk Frankfurt (Oder) eingegliedert. Seit 1993 liegen die Orte im brandenburgischen Landkreis Oder-Spree.
Die Gemeinde Grunow-Dammendorf entstand am 26. Oktober 2003 durch den Zusammenschluss der bis dahin selbstständigen Gemeinden Dammendorf und Grunow.

## Bevölkerungsentwicklung
| Jahr | Grunow | Dammendorf |      | Jahr | Grunow-Dammendorf |
| ---- | ------ | ---------- | ---- | ---- | ----------------- |
| 1875 | 319    | 282        | 2003 | 598  |                   |
| 1910 | 311    | 228        | 2005 | 605  |                   |
| 1939 | 298    | 201        | 2010 | 558  |                   |
| 1946 | 437    | 283        | 2015 | 501  |                   |
| 1950 | 472    | 281        | 2020 | 527  |                   |
| 1971 | 439    | 223        | 2021 | 505  |                   |
| 1990 | 362    | 169        | 2022 | 502  |                   |
| 1995 | 351    | 178        | 2023 | 480  |                   |
| 2000 | 361    | 230        | 2024 | 487  |                   |
| 2002 | 355    | 245        |      |      |                   |

Gebietsstand des jeweiligen Jahres, Einwohnerzahl: Stand 31. Dezember (ab 1991), ab 2011 auf Basis des Zensus 2011

## Politik

### Gemeindevertretung
Die Gemeindevertretung von Grunow-Dammendorf besteht aus acht Gemeindevertretern und der ehrenamtlichen Bürgermeisterin.
| Partei / Liste                       | Sitze 2003 | Sitze 2008 | Sitze 2014 |  | Sitze 2019 | Stimmenanteil 2019 |
| ------------------------------------ | ---------- | ---------- | ---------- |  | ---------- | ------------------ |
| CDU                                  | –          | –          | –          |  | 2          | 31,8 %             |
| Bürgergemeinschaft Grunow            | 1          | –          | 1          |  | 2          | 23,6 %             |
| Wählergemeinschaft Dammendorf        | 3          | 2          | 2          |  | 2          | 22,9 %             |
| Einzelbewerber Lothar Brühl          | –          | –          | 1          |  | 1          | 10,5 %             |
| Einzelbewerber Frank Staar           | –          | –          | –          |  | 1          | 07,6 %             |
| Einzelbewerber Lehmann               | –          | –          | –          |  | –          | 03,5 %             |
| SPD                                  | 2          | 3          | 3          |  | –          | –                  |
| Einzelbewerber Klaus-Jürgen Teichert | –          | 1          | 1          |  | –          | –                  |
| Einzelbewerber Tiedge                | –          | 1          | –          |  | –          | –                  |
| Einzelbewerber Pfoth                 | –          | 1          | –          |  | –          | –                  |
| Einzelbewerber                       | 2          | –          | –          |  | –          | –                  |
| Insgesamt                            | 8          | 8          | 8          |  | 8          | 100 %              |

### Bürgermeisterin
- 2003–2008: Bruno Blasche (SPD)[13]
- seit 2008: Katharina Staar[14][15]

Staar wurde in der Bürgermeisterwahl am 9. Juni 2024 ohne Gegenkandidatin mit 81,2 % der gültigen Stimmen für eine weitere Amtszeit von fünf Jahren zur ehrenamtlichen Bürgermeisterin wiedergewählt.

### Wappen
Das Wappen wurde am 19. April 2011 genehmigt.
Blasonierung: „In Rot unter einer Wellenleiste ein zehnendiges Hirschgeweih mit Grind, das ein achtspitziges (Johanniter-) Kreuz umschließt, alles silbern.“

## Sehenswürdigkeiten
In der Liste der Baudenkmale in Grunow-Dammendorf und in der Liste der Bodendenkmale in Grunow-Dammendorf stehen die in der Denkmalliste des Landes Brandenburg eingetragenen Kulturdenkmale.
- Heidereiterei- und Forstmuseum Dammendorf, 2009 eröffnet

## Verkehr
Grunow-Dammendorf liegt an der Bundesstraße 246, die Beeskow und Eisenhüttenstadt verbindet, und an der Landesstraße 435 zwischen Müllrose und Groß Briesen. Die Landesstraße 43 verläuft ebenfalls durch das Gemeindegebiet, jedoch ohne einen der Ortsteile zu durchqueren.
Im Gemeindeteil Grunow befindet sich der Bahnhof Grunow (Niederlausitz) an der Strecke nach Königs Wusterhausen und nach Frankfurt (Oder). Er wird von der Regionalbahnlinie 36 (Königs Wusterhausen–Frankfurt (Oder)) durch die NEB im Stundentakt bedient. Die Verbindung nach Cottbus ist 1996 eingestellt worden.
Die Gemeinde gehört zum Verkehrsverbund Berlin-Brandenburg. Die Buslinie 400 der BOS verkehrt zwischen Beeskow und Eisenhüttenstadt und hält in beiden Gemeindeteilen.
In der nordöstlich angrenzenden Gemeinde Siehdichum befindet sich der Verkehrslandeplatz Eisenhüttenstadt–Frankfurt (Oder).